# Louis Huart

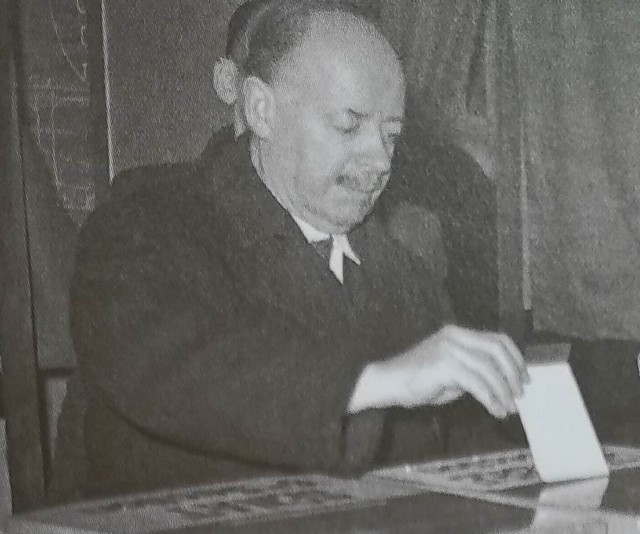
Louis Huart

Louis Théodore Marie Joseph Huart (Namen, 5 mei 1880 -  18 november 1964) was een Belgisch volksvertegenwoordiger, senator en burgemeester.

## Levensloop
Huart was een zoon van advocaat en stafhouder Louis-Victor Huart, voorzitter van de Naamse provincieraad en van Elise Brabant. Hij trouwde met Germaine de l'Escaille (1884-1941). Ze kregen veertien kinderen.
Hij promoveerde tot doctor in de rechten aan de Universiteit van Luik. Zoals zijn vader werd hij advocaat, stafhouder en ook provincieraadslid (1919-1932) en voorzitter van de Naamse provincieraad (1929-1932). In 1926 werd hij gemeenteraadslid van Namen en bleef dit tot aan zijn dood. Van 1929 tot 1931 was hij er schepen en van 1931 tot 1963 burgemeester.
Hij werd in 1932 verkozen tot katholiek volksvertegenwoordiger voor het arrondissement Namen en vervulde dit mandaat tot in 1946. Vervolgens was hij van 1946 tot 1958 PSC-senator.
Huart werd in 1956 in de erfelijke Belgische adel opgenomen en met de bij eerstgeboorte overdraagbare titel van baron. Hij nam als wapenspreuk Non extinguar. 